# فيليب كلارك (سياسي)
فيليب كلارك (بالإنجليزية: Philip Clarke)‏ هو سياسي بريطاني، ولد في 1933. في الانتخابات العامة في المملكة المتحدة 1955 ‏، انتخب عضو البرلمان الحادي والأربعين للمملكة المتحدة ‏ عن دائرة فيرماناغ وجنوب تيرون (26 مايو 1955 – 2 سبتمبر 1955).